# Офанзива од сто дана
Офанзива од сто дана била је завршна савезничка офанзива у Првом светском рату на Западном фронту. Одиграла се између 8. августа 1918. и 11. новембра када је склопљено примирје са Немачком. Французи некада означавају ову офанзиву као Канадских сто дана алудирајући притом на активно учешће канадских трупа у овим операцијама. Офанзива је довела до коначне деморализације и повлачења немачких трупа што ће резултовати примирјем склопљеним 11. новембра 1918. чиме је завршен Први светски рат.